# 463. pehotni polk (Wehrmacht)
463. pehotni polk (izvirno nemško Infanterie-Regiment 463) je bil eden izmed pehotnih polkov v sestavi redne nemške kopenske vojske med drugo svetovno vojno.

## Zgodovina
Polk je bil ustanovljen 26. avgusta 1939 kot polk 4. vala v WK XII z nadomestnih bataljonov 80. in 105. pehotnega polka in bil dodeljen 263. pehotni diviziji.
3. oktobra 1940 sta bila iz sestave odvzeta štab in III. bataljon, ki sta bila dodeljena 436. pehotnemu polku; bataljon je bil nadomeščen z drugim. Poleti 1942 je bil v bojih uničen I. bataljon. 
15. oktobra 1942 je bil polk preimenovan v 463. grenadirski polk.